# Sister Morphine
«Sister Morphine» es una canción escrita por Mick Jagger, Keith Richards y Marianne Faithfull. Faithfull lanzó la versión original como lado B de su sencillo «Something Better», publicado en el sello Decca el 21 de febrero de 1969. Una versión diferente fue lanzada dos años más tarde por The Rolling Stones como una de las pistas de su álbum Sticky Fingers, editado en 1971.

## Historia
La canción, grabada en julio de 1968, trata sobre un hombre que sufre un accidente de coche y muere en el hospital mientras pide morfina. Mick Jagger escribió la música de la canción durante una estadía en Roma en 1968. Marianne Faithfull escribió la letra. Faithfull no era una drogadicta cuando escribió la letra, pero se convirtió en adicta en 1971, al mismo tiempo que la versión de los Rolling Stones fue lanzada.
En el Reino Unido, el sencillo de Marianne fue retirado por Decca debido a la referencia sobre drogas que hacía la canción, después de que se hubieran editado unas 500 copias. En otros países el sencillo continuó siendo lanzado. En algunos territorios como los Países Bajos, Italia y Japón, «Sister Morphine» apareció en el lado A. Además, las ediciones francesa, estadounidense y neerlandesa del sencillo presentaron versiones alternativas de ambos lados a la versión 7" del Reino Unido.
La versión de Faithfull presenta a ella misma en la voz, a Jagger en la guitarra acústica, Ry Cooder en la guitarra slide y bajo, Jack Nitzsche en el piano y el órgano, y Charlie Watts en la batería. La de los Rolling Stones, grabada entre el 22 y el 31 de marzo de 1969, presenta a Jagger en voces, Richards en guitarra acústica y coros, Ry Cooder en la guitarra slide, Jack Nitzsche en el piano, Bill Wyman en el bajo, y Watts de nuevo en la batería.
Faithfull grabó la canción nuevamente en 1979, durante las sesiones de su álbum Broken English. La versión fue lanzada posteriormente como sencillo de 7" y 12" junto con «Broken English», y aparecería como una pista extra en el segundo disco de la edición de lujo de 2013 del álbum Broken English. La canción siguió siendo un elemento básico de sus conciertos y apareció en los álbumes en vivo Blazing Away de 1990 y No Exit en 2016.
El sencillo original de 7" del Reino Unido, editado por Decca, acreditó a Marianne como coescritora, pero cuando el sencillo fue publicado en Estados Unidos por London Records, su nombre fue omitido, como lo fue del crédito de Sticky Fingers. Después de una batalla legal, Faithfull conservó sus derechos como coautora, reconocida por la reedición de 1994 de Virgin Records del catálogo de álbumes de los Rolling Stones de Sticky Fingers a Steel Wheels.

## Personal
Acreditados en la versión de The Rolling Stones:
- Mick Jagger: voz.
- Keith Richards: guitarra acústica.
- Bill Wyman: bajo.
- Charlie Watts: batería.
- Ry Cooder: guitarra slide.
- Jack Nitzsche: piano.

## En la cultura popular
- Un capítulo del libro Babel de 1978, de Patti Smith se titula «Sister Morphine».
- Se hace referencia a la canción en la novela de 1982 The Transmigration of Timothy Archer por Philip K. Dick.